# Unité fondamentale
Ne doit pas être confondu avec Unité fondamentale (théorie des nombres) (en) : voir Théorème des unités de Dirichlet.
Les unités fondamentales, ou unités de base, sont des unités de mesure indépendantes qui forment la base d'un système d'unités. C'est à partir d'elles que sont dérivées toutes les autres unités du système considéré. 
On peut notamment citer les unités de base du Système international, au nombre de 7.
| Grandeur physique           | Symbole de la grandeur      | Symbole de la dimension | Nom de l'unité | Symbole de l'unité | Description |
| --------------------------- | --------------------------- | ----------------------- | -------------- | ------------------ | --- |
| Longueur                    | {\displaystyle l,x,r}, etc. | L                       | mètre          | m                  | « Le mètre est la longueur du trajet parcouru dans le vide par la lumière pendant une durée de 1⁄299 792 458 de seconde ». Historiquement, la première définition officielle et pratique du mètre (1791) se référait à la circonférence de la terre et valait 1⁄20 000 000 d'un méridien géographique. Auparavant, le mètre en tant que proposition d'unité décimale de mesure universelle était défini comme la longueur d'un pendule qui oscille avec une demi-période d'une seconde. |
| Masse                       | m                           | M                       | kilogramme     | kg                 | Depuis le 20 mai 2019, le kilogramme est défini en prenant la valeur numérique de la constante de Planck, h, fixée à 6,626 070 15 × 10−34 J s (ou kg m2 s−1) , le mètre et la seconde étant définis en fonction de c et ∆νCs. Auparavant, le kilogramme était la masse du prototype international du kilogramme. Ce dernier, composé d'un alliage de platine et d'iridium (90 %/10 %), est conservé au Bureau international des poids et mesures à Sèvres, en France. Historiquement, la définition du kilogramme (à l'origine nommé grave) était la masse d'un décimètre cube d'eau (dm3), soit un litre d'eau. Le gramme était, lui, défini comme la masse d’un centimètre cube d’eau à la température de 4 °C, qui correspond à un maximum de masse volumique[réf. nécessaire]. |
| Temps, durée                | t                           | T                       | seconde        | s                  | « La seconde est la durée de 9 192 631 770 périodes de la radiation correspondant à la transition entre les deux niveaux hyperfins de l'état fondamental de l'atome de césium 133 » à la température du zéro absolu[réf. nécessaire]. La seconde était à l'origine définie à partir de la durée du jour terrestre, divisé en 24 heures de 60 minutes, chacune d'entre elles durant 60 secondes (soit 86 400 secondes pour une journée). |
| Courant électrique          | {\displaystyle I,i}         | I                       | ampère         | A                  | « L'ampère est l'intensité d'un courant constant qui, maintenu dans deux conducteurs parallèles, rectilignes, de longueur infinie, de section circulaire négligeable et placés à une distance de un mètre l'un de l'autre dans le vide produirait entre ces conducteurs une force égale à 2 × 10−7 newton par mètre de longueur ». |
| Température thermodynamique | T                           | Θ (thêta)               | kelvin         | K                  | « Le kelvin, unité de température thermodynamique, est la fraction 1⁄273,16 de la température thermodynamique du point triple de l'eau ». |
| Quantité de matière         | n                           | N                       | mole           | mol                | « La mole est la quantité de matière d'un système contenant autant d'entités élémentaires qu'il y a d'atomes dans 0,012 kilogramme de carbone 12 ». Ce nombre d'entités élémentaires est appelé nombre d'Avogadro. « Lorsque l'on emploie la mole, les entités élémentaires doivent être spécifiées et peuvent être des atomes, des molécules, des ions, des électrons, d'autres particules ou des groupements spécifiés de telles particules. » |
| Intensité lumineuse         | {\displaystyle I_{\nu }}    | J                       | candela        | cd                 | « La candela est l'intensité lumineuse, dans une direction donnée, d'une source qui émet un rayonnement monochromatique de fréquence 540 × 1012 s−1 (hertz) et dont l'intensité énergétique dans cette direction est de 1⁄683 watt par stéradian ». |